# We Are All We Need
We Are All We Need là album phòng thu thứ tư của nhóm nhạc trance người Anh Above & Beyond. Nó được phát hành vào ngày 16 tháng 1 năm 2015 bởi Anjunabeats. Đây là album đầu tiên nhóm nhạc sử dụng những tư liệu mới kể từ sau Group Therapy (2011). Album này cũng là album đầu tiên được phát hành dưới tên nghệ sĩ mới của nhóm - Above & Beyond, nhằm ám chỉ rằng album không chứa những bản thu âm cùng với ca sĩ-nhạc sĩ người Anh Richard Bedford.

## Diễn biến thương mại
Tại Vương quốc Anh, We Are All We Need ra mắt tại vị trí #12 trên bảng xếp hạng UK Albums Chart, trở thành album đạt vị trí cao nhất của nhóm trên bảng xếp hạng. Tại Hoa Kỳ, album ra mắt tại vị trí #34 trên bảng xếp hạng US Billboard 200, cũng trở thành album đạt vị trí cao nhất của nhóm trên bảng xếp hạng này. Album cũng ra mắt tại vị trí quán quân bảng xếp hạng US Billboard Dance/Electronic Albums với doanh số đạt 14.000 bản trong tuần đầu phát hành tại thị trường Mĩ.

## Danh sách và thứ tự các bài hát
| STT | Nhan đề                                         | Sáng tác                                      | Sản xuất                           | Thời lượng |
| --- | ----------------------------------------------- | --------------------------------------------- | ---------------------------------- | ---------- |
| 1.  | "Quieter Is Louder"                             | Jono Grant, Tony McGuinness, Paavo Siljamäki  | Above & Beyond, Andrew Bayer[a]    | 1:57       |
| 2.  | "We're All We Need" (hát cùng Zoë Johnston)     | Grant, McGuinness, Siljamäki, Zoë Johnston    | Above & Beyond, Johnston, Bayer[a] | 4:22       |
| 3.  | "Blue Sky Action" (hát cùng Alex Vargas)        | Grant, McGuinness, Siljamäki, Bayer           | Above & Beyond, Bayer              | 4:44       |
| 4.  | "Peace of Mind" (hát cùng Zoë Johnston)         | Grant, McGuinness, Siljamäki, Bayer, Johnston | Above & Beyond, Bayer, Johnston    | 4:31       |
| 5.  | "Counting Down the Days" (hát cùng Gemma Hayes) | Grant, McGuinness, Siljamäki, Victoria Horn   | Above & Beyond, Bayer[a]           | 4:48       |
| 6.  | "Sticky Fingers" (hát cùng Alex Vargas)         | Grant, McGuinness, Siljamäki, Bayer           | Above & Beyond, Bayer              | 3:29       |
| 7.  | "Hello"                                         | Grant, McGuinness, Siljamäki, Bayer           | Above & Beyond, Bayer              | 4:05       |
| 8.  | "Little Something" (hát cùng Justine Suissa)    | Grant, McGuinness, Siljamäki, Justine Suissa  | Above & Beyond, Suissa, Bayer[a]   | 5:11       |
| 9.  | "All Over the World" (hát cùng Alex Vargas)     | Grant, McGuinness, Siljamäki, Bayer, Vargas   | Above & Beyond, Bayer, Vargas      | 4:46       |
| 10. | "Fly to New York" (hát cùng Zoë Johnston)       | Grant, McGuinness, Siljamäki, Bayer, Johnston | Above & Beyond, Bayer, Johnston    | 5:21       |
| 11. | "Making Plans" (hát cùng Alex Vargas)           | Grant, McGuinness, Siljamäki                  | Above & Beyond, Bayer[a]           | 5:04       |
| 12. | "Out of Time"                                   | Grant, McGuinness, Siljamäki, Bayer           | Above & Beyond, Bayer[a]           | 4:12       |
| 13. | "Excuses"                                       | Grant, McGuinness, Siljamäki                  | Above & Beyond, Bayer              | 5:45       |
| 14. | "Save Me" (hát cùng Zoë Johnston)               | Grant, McGuinness, Siljamäki, Johnston        | Above & Beyond, Bayer[a]           | 4:55       |
| 15. | "Sink the Lighthouse" (hát cùng Alex Vargas)    | Grant, McGuinness, Siljamäki, Vargas          | Above & Beyond, Bayer[a]           | 4:12       |
| 16. | "Treasure" (hát cùng Zoë Johnston)              | Grant, McGuinness, Siljamäki, Johnston        | Above & Beyond, Bayer              | 3:46       |

Ghi chú
- ^[a] : Chỉ người hỗ trợ sản xuất

## Xếp hạng

### Xếp hạng tuần
| Bảng xếp hạng (2015)                          | Vị trí cao nhất |
| --------------------------------------------- | --------------- |
| Album Úc (ARIA)                               | 11              |
| Album Bỉ (Ultratop Vlaanderen)                | 59              |
| Album Bỉ (Ultratop Wallonie)                  | 100             |
| Album Canada (Billboard)                      | 16              |
| Album Hà Lan (Album Top 100)                  | 38              |
| Album Ba Lan (ZPAV)                           | 37              |
| Album Thụy Sĩ (Schweizer Hitparade)           | 61              |
| Album Anh Quốc (OCC)                          | 12              |
| Album Hoa Kỳ Billboard 200                    | 34              |
| Album Hoa Kỳ Top Dance/Electronic (Billboard) | 1               |
| Album Hoa Kỳ Digital (Billboard)              | 12              |
| Album Hoa Kỳ Independent (Billboard)          | 5               |

## Lịch sử phát hành
| Quốc gia       | Ngày phát hành      | Định dạng          | Nhãn hiệu                    |
| -------------- | ------------------- | ------------------ | ---------------------------- |
| Australia      | 16 tháng 1 năm 2015 | CD Tải kĩ thuật số | Anjunabeats, Central Station |
| Đức            | 16 tháng 1 năm 2015 | CD Tải kĩ thuật số | Anjunabeats                  |
| Ireland        | 16 tháng 1 năm 2015 | CD Tải kĩ thuật số | Anjunabeats                  |
| Vương quốc Anh | 19 tháng 1 năm 2015 | CD Tải kĩ thuật số | Anjunabeats                  |
| Hoa Kỳ         | 20 tháng 1 năm 2015 | CD Tải kĩ thuật số | Ultra Records                |